# Jewhen Czeberko
Jewhen Ihorowycz Czeberko, ukr. Євген Ігорович Чеберко (ur. 23 stycznia 1998, Melitopol) – ukraiński piłkarz, grający na pozycji pomocnika.

## Kariera piłkarska

### Kariera klubowa
Wychowanek Szkoły Sportowej w Dniepropietrowsku oraz Akademii Piłkarskiej Dnipro Dniepropietrowsk, barwy których bronił w juniorskich mistrzostwach Ukrainy (DJuFL). Karierę piłkarską rozpoczął 11 marca 2015 w drużynie młodzieżowej Dnipra, a 24 lipca 2016 debiutował w Premier-lidze. 24 czerwca 2017 przeszedł do Zorii Ługańsk. W 2020 został zawodnikiem LASK Linz. W 2021 był z niego wypożyczony do NK Osijek, a w 2022 przeszedł na stałe do tego klubu. W 2023 został piłkarzem Columbus Crew.

### Kariera reprezentacyjna
Występował w juniorskich reprezentacjach Ukrainy. W reprezentacji Ukrainy zadebiutował 7 października 2020 w przegranym 1:7 towarzyskim meczu z Francją.